# Please Smile My Noise Bleed
Please Smile My Noise Bleed è un EP del gruppo musicale islandese múm, pubblicato nel 2001.

## Tracce
1. On the Old Mountain Radio – 5:11
2. Please Sing My Spring Reverb – 5:20
3. Please Sing My Spring Reverb (Styromix by Styrofoam) – 5:33
4. Please Sing My Spring Reverb (Caetena mix by I.S.A.N.) – 4:17
5. Flow Not So Fast Old Mountain Radio – 1:28
6. Please Sing My Spring Reverb (Phonem mix) – 6:39
7. On the Old Mountain Radio (Christian Kleine mix) – 6:16
8. Please Sing My Spring Reverb (AMX mix by Arovane) – 5:39
9. Please Sing My Spring Reverb (B. Fleischmann mix) – 5:24